# Stanley Gerald Thompson

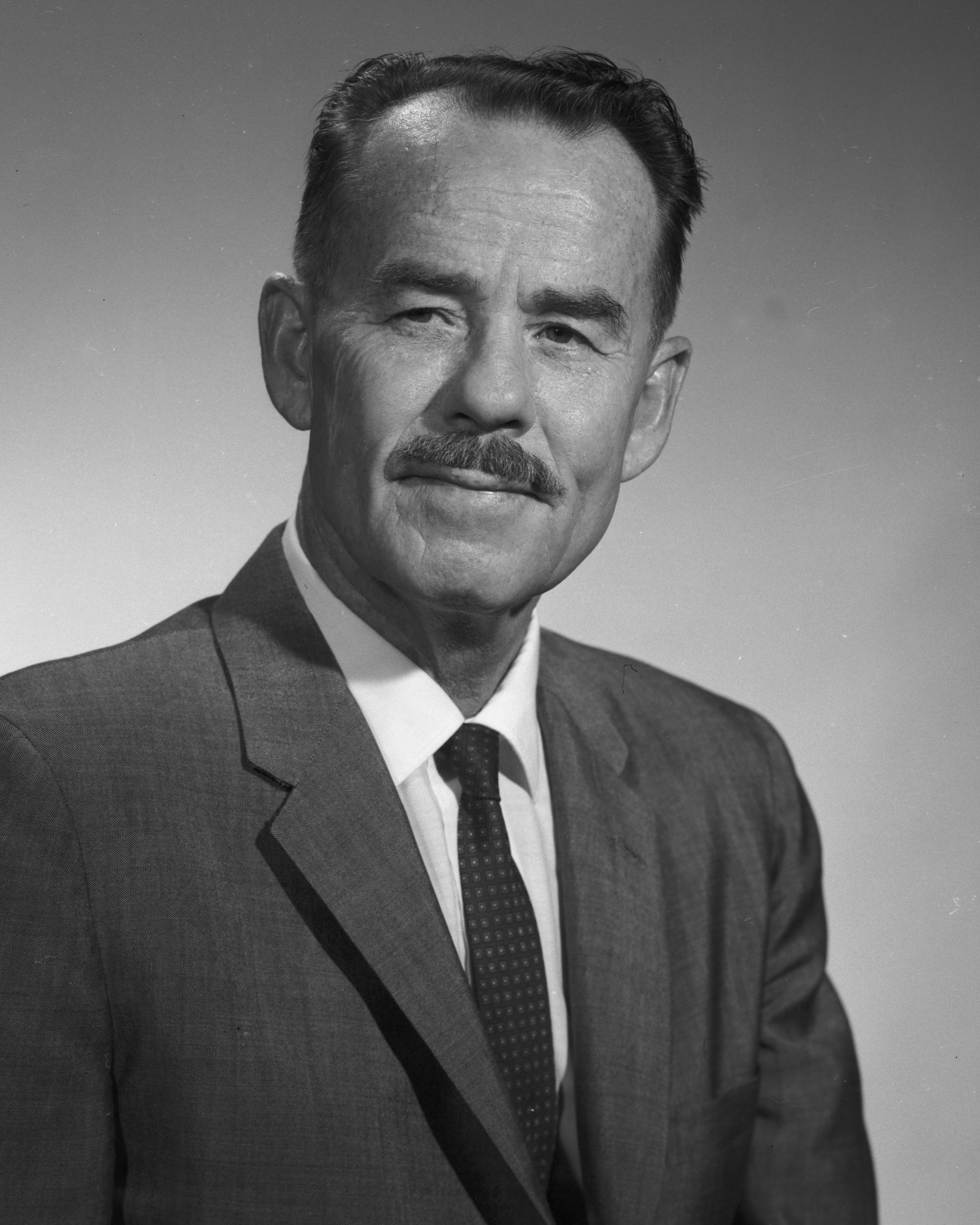

Stanley Gerald Thompson (Los Ángeles, California, Estados Unidos, 9 de marzo de 1912 - Berkeley, California, Estados Unidos, 16 de julio de 1976) fue un químico estadounidense. Participó en el descubrimiento, junto con Glenn T. Seaborg y otros colaboradores, de cinco elementos transuránidos: berkelio, californio, einstenio, fermio y mendelevio.

## Formación académica y primeros trabajos
A los 13 años ingresó en el David Starr Jordan High School del barrio de Watts en Los Ángeles, donde fue compañero de Glenn T. Seaborg y destacó por su aprovechamiento en química.
Ambos ingresaron en la UCLA al otoño siguiente. Allí, el joven Stanley dio tempranas muestras de su habilidad como experimentalista. Tras obtener su grado de B.A., comenzó a trabajar en 1934 en el Laboratorio Richmond de Standard Oil of California. En 1938 se casó con Alice Isobel Smith.

## Producción de plutonio
Cuando Seaborg se hace cargo del Laboratorio de Metalurgia de la Universidad de Chicago, en 1942, llama a Thompson para que se incorpore como químico al proyecto de separación del plutonio a partir de los productos de fisión del uranio procedente de las primeras centrales atómicas. En un breve periodo, concibió y probó experimentalmente el proceso del fosfato de bismuto, que sería puesto en marcha con éxito en Hanford, Washington dos años después y que permitió obtener plutonio en cantidad suficiente para su envío al Laboratorio de Los Álamos en Nuevo México, lugar de desarrollo de la primera bomba atómica. Se trasladó a Hanford por ese motivo en el periodo 1944-45.

## Descubrimiento de los transuránidos
A su regreso al Laboratorio de Metalurgia de Chicago, comienza a desarrollar nuevas líneas de trabajo que servirían de base para su posterior incorporación al Laboratorio de Radiación de la Universidad de California en Berkeley (luego conocido como Lawrence Berkeley National Laboratory) en 1946 donde completa su doctorado en dos años, y que permitirían el posterior descubrimiento de los transuránidos.
Durante el período diciembre de 1949 - febrero de 1950, lideró un equipo de investigación dedicado a la síntesis e identificación de los elementos con número atómico 97 y 98: el berkelio y el californio. También participó, en 1958, junto a Burris B. Cunningham, en el primer aislamiento de estos elementos en cantidades ponderables.
Thompson también fue un líder de los equipos de investigación que descubrieron los próximos tres elementos transuránidos, einstenio, fermio y mendelevio (números atómicos 99, 100 y 101, respectivamente). Los dos primeros fueron descubiertos de forma inesperada en los restos de la explosión termonuclear (llamada evento "Mike"), llevada a cabo en el atolón de Eniwetok en el Océano Pacífico en noviembre de 1952. Dichas identificaciones fueron realizadas por miembros del Laboratorio de Radiación de Berkeley, el Laboratorio Nacional Argonne y del Laboratorio Científico de Los Álamos durante el período diciembre de 1952 - febrero de 1953.
Su contribución para el descubrimiento del mendelevio también fue notable pues requirió las técnicas que Stan había desarrollado para la separación e identificación de los elementos actínidos, la adsorción por intercambio de iones y el método de elución.

## Otras contribuciones científicas
Su grupo también desarrolló la técnica de fluorescencia de rayos X para análisis cualitativo y cuantitativo. También ha estudiado los procesos de fisión y ha participado en las predicciones sobre la existencia y estabilidad de los elementos superpesados así como en su búsqueda.
Sus últimas investigaciones abordaros los mecanismos de relajación en reacciones con iones pesados, empleando para ello un acelerador lineal, el SuperHILAC.
Recibió una beca Guggenheim en el área de Ciencias Naturales - Química, en 1954, en el Instituto Nobel de Física en Estocolmo y una beca similar, en 1966, en el Instituto Niels Bohr de Copenhague
La American Chemical Society le concedió en 1956 su premio ACS Award for Nuclear Chemistry a las Aplicaciones Nucleares en Química. A la edad de 64 años, falleció víctima del cáncer.